# Comarca de Calahorra

Comarca de Calahorra.

La Comarca de Calahorra, La Rioja (España). En la región Rioja Baja, de la zona de Valle.
N.º de municipios: 5
Superficie: 247,92 km²
Población (2009): 34.208 habitantes
Densidad: 1338,38 hab/km²
Latitud media: 42º 17' 38" norte
Longitud media: 2º 2' 52" oeste
Altitud media: 431 m s. n. m.

## Municipios de la comarca
Autol, Calahorra, El Villar de Arnedo, Pradejón, Tudelilla.

## Demografía
| Municipio           | Población | Superficie | Pedanías y despoblados |
| ------------------- | --------- | ---------- | ---------------------- |
| Autol               | 4450      | 85,28      |                        |
| Calahorra           | 24509     | 93,57      | Murillo de Calahorra   |
| El Villar de Arnedo | 643       | 18,25      |                        |
| Pradejón            | 4204      | 31,76      |                        |
| Tudelilla           | 382       | 19,06      |                        |

La comarca de Calahorra ha sido una de las comarcas que ha tenido mayor desarrollo económico y demográfico de La Rioja. Esto se ha debido a su prospera industria agroalimentaria y sobre todo a las empresas conserveras, así como el auge que han supuesto las DOP "Peras de Rincón" y la DOP Rioja. 
Esta auge económico ha supuesto un aumento considerable de la población y de un modo constante desde los años 20 del siglo XX, pero esto ha sucedido de un modo muy desigual entre los distintos municipios.
Calahorra, Autol y Pradejón son los municipios que más han aumentado, los dos primeros por su fuerte industria conservera, sobre todo de hortalizas y verduras, y el tercero por la fuerte industria del champiñón. Además de la industria agroalimentaria también existen otras industrias complementarias en todos los sectores, así como un fuerte sector servicios localizado sobre todo en Calahorra.
En cambio El Villar de Arnedo y Tudelilla a pesar de su buena localización junto a la N-232, han perdido población sucesivamente. Esto se debe a que no poseen apenas industria, son municipios únicamente dedicados a la agricultura, lo que ha hecho que gran parte de su población haya emigrado a localidades cercanas como Calahorra, San Adrián o Logroño.

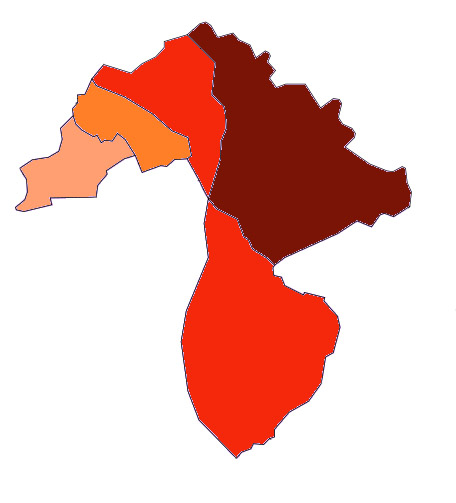
Distribución demográfica por municipios de la comarca de Calahorra

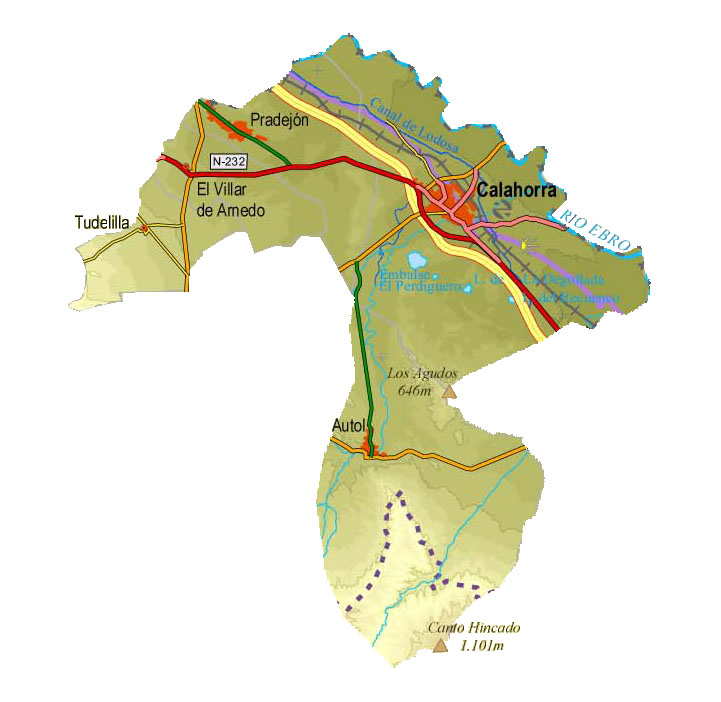
Mapa orográfico de la comarca de Calahorra

| Gráfica de evolución demográfica de Comarca de Calahorra entre 1900 y 2011                                                                                |
| |
| Población de derecho (1900-1991) o población residente (2001) según los censos de población del INE. Población según el padrón municipal de 2011 del INE. |